# M102号線 (クロアチア)
クロアチア鉄道M102号線 (クロアチア語: Željeznička pruga M102) はクロアチア共和国の首都ザグレブとドゥゴ・セロを結ぶ路線である。ザグレブ中央駅ではリュブリャナ方面（M101号線）などに、ドゥゴ・セロ駅ではベオグラード方面（M103号線）およびブダペスト方面（M201号線）に接続する。

## 概要
全長は22.202kmであり、全線が複線、交流50Hz 25kVで電化されている。汎ヨーロッパ回廊の5号線のB支線（リエカ - ザグレブ - ブダペスト）および10号線（ザルツブルク - リュブリャナ - ザグレブ - ベオグラード - ニシュ - スコピエ - ヴェレス - テッサロニキ）の一部を形成する。
1919年から1977年にかけてはオリエント急行が当線を経由していた。

## 列車
ベオグラード - ザグレブ - リュブリャナ間を結ぶ国際列車が当線を経由する。国内列車も設定されている。